# Ricardo Rodríguez Álvarez
Ricardo Rodríguez Álvarez, meglio noto come Calo (León, 12 agosto 1918 – León, 8 maggio 1980), è stato un calciatore spagnolo, di ruolo difensore.

## Palmarès

### Competizioni nazionali
- Campionato spagnolo: 2

Barcellona: 1944-1945, 1948-1949

### Competizioni internazionali
- Coppa Latina: 1

Barcellona: 1949